# Cratere Sekhet
Sekhet  è un cratere sulla superficie di Cerere.